# Jindřich Novotný
Jindřich Novotný (12. července 1846 Řešetova Lhota – 14. ledna 1912 Královské Vinohrady) byl průkopník baptistické duchovní tradice v českých zemích. Studoval ve Švýcarsku a ve Skotsku. Založil první baptistický sbor v Čechách se sídlem v Praze-Vršovicích.
V mládí přestoupil od katolictví k protestantismu. Byl zprvu kazatelem Svobodné reformované církve, roku 1885 se nechal v Lodži pokřtít „u víře“ a téhož roku založil s misionářem Augustem Meereisem v Hleďsebi první baptistický sbor, záhy přenesený do Prahy.
V letech 1892–1912 vydával časopis Posel Pokoje.